# Psefologie
Psefologia (din greacă ψῆφος, pietricică) este o ramură a științei politice, care se ocupă de studiul și analiza științifică a alegerilor.
Psefologia folosește date istorice privind votarea în secții, sondaje de opinie, informații despre campaniile de finanțare a campaniilor și date statistice similare. Termenul a fost inventat în 1948 în Regatul Unit de către W. F. R. Hardie (1902-1990) după ce a fost rugat de către prietenul său R. B. McCallum pentru un cuvânt care să descrie studiul alegerilor; cuvântul a fost utilizat în scris pentru prima dată în anul 1952. Teoria votării este un domeniu de studiu diferit care studiază votul dintr-o perspectivă matematică.

## Legături externe
- 'Psephos' Dr. Adam Carr's Elections Archive
- International IDEA – International Organisation providing (amongst other things) statistical analysis of elections and electoral systems
- ACE Project – Information resource for electoral design and administration. Includes comparative data on elections and electoral systems